# إبراهيم السلطان
إبراهيم بن محمد السلطان (مواليد 1955) وزير دولة وعضو في مجلس الوزراء السعودي من 5 مارس 2023، والرئيس التنفيذي للهيئة الملكية لمدينة الرياض منذ 2 أبريل 2023، وهو رئيس مجلس إدارة شركة داون تاون السعودية، وعضو مجلس في كل من الهيئة العليا لتطوير مدينة الرياض، وهيئة تطوير منطقة مكة المكرمة، وهيئة تطوير محافظة جدة. شغل منصب مستشار في الديوان الملكي السعودي بمرتبة وزير، ومنصب أمين مدينة الرياض السابق.

## تعليمه
يحمل بكالوريوس في الهندسة المدنية من جامعة الملك فهد للبترول والمعادن. 

## المناصب القيادية
- صدر أمر ملكي بتعيينه رئيسا تنفيذيا (مكلف) للهيئة الملكية لمدينة الرياض في 2 أبريل 2023.

- صدر أمر ملكي بتعيينه وزير دولة وعضواً في مجلس الوزراء السعودي من 5 مارس 2023.[1]
- أمين منطقة الرياض ورئيس مجلس شركة الرياض للتعمير خلال الفترة من 2015-2018م.
- شغل عدة مناصب في الهيئة العليا لتطوير مدينة الرياض وهي: المدير العام للتخطيط والبرامج، والمدير العام لإدارة الإنشاء، ورئيس، ونائب رئيس لمركز المشاريع والتخطيط، ومدير مشروع تطوير منطقة قصر الحكم وطريق الملك فهد.[6]
- رئيس مجلس إدارة شركة داون تاون السعودية.[3]

## العضويات
- عضو مجلس بالهيئة العليا لتطوير منطقة الرياض.
- عضو مجلس بهيئة تطوير منطقة مكة المكرمة.
- عضو مجلس بـهيئة تطوير منطقة المدينة المنورة.
- عضو مجلس بـالهيئة العليا لتطوير المنطقة الشرقية.
- عضو مجلس أمناء بـالهيئة العليا لتطوير منطقة حائل.
- عضو مجلس إدارة شركة السودة للتطوير.[7]
- عضو مجلس إدارة هيئة تطوير محافظة جدة.[8]